# Гверріно Скер
Гверріно Скер (італ. Guerrino Scher, 21 жовтня 1915 — 1992) — італійський академічний веслувальник.
Срібний призер Олімпійських Ігор 1932 року в складі розпашної четвірки зі стерновим.